# 澤塔足球俱樂部
澤塔足球俱樂部是黑山的一家足球俱樂部，位於首都波德戈里察郊區澤塔市鎮内的戈卢博夫齐。俱樂部成立于1927年，1955年改為現名。球隊曾在2006–07賽季奪得首届黑山足球甲級聯賽的冠軍。

## 外部連結
- Official website （页面存档备份，存于）
- Profile by Weltfussballarchiv （页面存档备份，存于）
- Fan Site （页面存档备份，存于）
- Fudbalski savez Crne Gore